# Far West (album)
Far West è il settimo album in studio della cantante Donatella Rettore, pubblicato nel 1983, il primo di due 33 giri realizzati per la casa discografica CGD, con la quale chiuderà i rapporti dopo l'uscita di Danceteria, LP del 1985.

## Il disco
Nonostante l'enorme successo degli anni precedenti, Rettore viene considerata dalla nuova casa discografica, la CGD, come una sorta di 'nuova proposta' che si affaccia sul mercato Italiano, per la quale si deve valutare l'interesse del pubblico prima della pubblicazione di albums, raccolte ed altro, come avvenuto invece con la Ariston fino all'anno prima. Per questo motivo l'estate del 1983 viene spesa per la promozione del solo 45 giri "Io ho te", proposto dal 6 Maggio ad Azzurro fino all'8 settembre durante la finale del Festivalbar; "Sorrisi e canzoni" n. 18 del 7 maggio 1983 ospita in copertina una Rettore vestita da fanciulla del west, a conferma che per il lancio la cantante si affiderà, ancora una volta, ad un look tematico. Il singolo funziona molto bene ed entra in classifica raggiungendo la decima posizione; vi stazionerà per oltre sei mesi, diventando il 29.mo in assoluto più venduto del 1983. Sempre a luglio dello stesso anno iniziano i lavori per l'album, il cui titolo provvisorio e' "West"; (la notizia viene diffusa dal settimanale "Ragazza In"), ma la data d'uscita pare incerta: dapprima si ipotizza uno slittamento al 1984, e con un contenuto non circoscritto al Far West bensì generico, alla fine l'album esce ad autunno inoltrato e per la seconda volta Rettore inserirà nel disco un brano scritto da Elton John, nello specifico la stupenda "Sweetheart on parade", presentata a Riva del Garda fra uno scroscio di applausi subito dopo la meno apprezzata *Rodeo". Il lavoro, nella sua totalità, doveva fare da colonna sonora all'omonimo musical, ma il progetto non ha mai visto la luce. Sfortunatamente il cambio di casa discografica non giova alla bionda cantante veneta, tant'è che "Far West", dopo aver fatto il suo ingresso al 48' posto della Hit Parade ed essere balzato rapidamente alla posizione nr. 22, in poche settimane precipita inesorabilmente, finendo per essere considerato, a tutti gli effetti, il primo passo falso nella prestigiosa carriera di Rettore. Per quanto riguarda i brani Io ho te e Il ponte dei sospiri, sono entrambi disponibili delle versioni alternative rispettivamente in "Concert/Il concerto" del 1996, e sul CD singolo Lupi del 2002 (quest'ultimo, peraltro, in edizione limitatissima, allegata a una rivista, praticamente introvabile). Il ponte dei sospiri si può riascoltare anche in una cover del tributo "ClonAzioni - Tutti pazzi per Rettore", nella re-interpretazione di Enrico Sognato. Fra le altre canzoni che compongono il disco, "Vera", in cui la cantante ribadisce il concetto di non essere un prodotto studiato a tavolino; la sensuale "Can Can", dal trascinante sax e "La cantante del saloon" che, insieme alla succitata "Il ponte dei sospiri", viene scelta per la promozione nei vari passaggi televisivi (si va dalla consueta "Domenica In", ai vari programmi della nascente Mediaset (allora Fininvest), del tipo "Ric & Gian folies", presentati dai mitici Ric & Gian, con i quali, fra le altre cose, Rettore aveva esordito giovanissima ad Antenna 3. "Far West", insieme al successivo "Danceteria", verrà ristampato su CD nel 2012 per la Rhino Records.
Curiosamente, l'edizione in vinile e quella in cassetta dell'album, pur composte entrambe dagli stessi 9 brani, li presentano in ordine diverso, con tre costanti: in tutti e due i casi, il lato 1 è aperto da Rodeo e chiuso da Can can, mentre il disco finisce sempre con la ballata Sweetheart on parade.
Sia il concept album che il meno tematico, ma omogeneo Danceteria, sono stati realizzati, come accennato, durante il periodo in cui Rettore era sotto contratto con la CGD, tra 1983 e 1985. Accusati dalla cantante di non aver promosso adeguatamente i suoi lavori, in seguito i responsabili della casa discografica CGD fecero uscire, per la nota serie economica «MusicA», disponibile in vinile e in musicassetta, una compilation, intitolata semplicemente "Rettore", contenente, sulla prima facciata, 6 brani tratti da "Far West" (mancano all'appello Vera, Can can e Ranch (Lola Pink) e, sulla seconda facciata, ben 7 da "Danceteria".
Nel 2005 venne edita dalla Warner Strategic una compilation su CD intitolata "Le più belle canzoni di Rettore", nella quale trovarono posto 7 tracce dell'album - sono escluse la title track Far West e il lato B del singolo Io ho te, intitolato Ranch (Lola Pink) - assieme ad altre 4 tracce presenti in "Danceteria" e al duetto con Caterina Caselli, Little Drummer Boy, del 1983. Si tratta in realtà di una raccolta contenente canzoni tratte dal periodo durante il quale Rettore era affiliata alla CGD, poi acquistata dalla major Warner, che dispone quindi soltanto di questo materiale relativo all'artista. Nel gennaio 2012, per mano della Rhino Records, venne finalmente riedito l'album completo insieme al successivo Danceteria, attraverso il circuito delle edizioni economiche intitolate Collection.

## Tracce
Tutti i brani di Rettore/Rego, tranne Sweetheart on parade di Gary Osborne/Elton John.

### Edizione su vinile (LP)
Lato A
1. Rodeo - 3:56
2. Far West - 4:00
3. La cantante del saloon - 4:26
4. Ranch (Lola Pink) - 3:30
5. Can can - 3:22

Lato B
1. Il ponte dei sospiri - 3:45
2. Io ho te - 4:30
3. Vera - 4:30
4. Sweetheart on parade - 3:58

### Edizione su musicassetta (MC)
Lato A
1. Rodeo - 3:56
2. Ranch (Lola Pink) - 3:30
3. Vera - 4:30
4. Il ponte dei sospiri - 3:45
5. Can can - 3:22

Lato B
1. Far West - 4:00
2. La cantante del saloon - 4:26
3. Io ho te - 4:30
4. Sweetheart on parade - 3:58

## Singoli estratti
- Io ho te / Ranch (Lola Pink) (CGD, 1983)
- Sweetheart on parade / Rodeo (CGD, 1983, edizione speciale per i juke-box)

## Formazione
- Donatella Rettore – voce
- Pinuccio Pirazzoli – chitarra, cori, programmazione, pianoforte, batteria elettronica
- Paolo Steffan – basso, cori, chitarra
- Lele Melotti – batteria, batteria elettronica
- Gaetano Leandro – tastiera, programmazione, sintetizzatore
- Gabriele Comeglio – sax
- Claudio Rego – cori

## Classifiche
| Classifica (1983) | Posizione massima |
| ----------------- | ----------------- |
| Italia            | 22                |